# Федоров Іван Пилипович
Іван Пилипович Федоров (рос. Иван Филиппович Фёдоров; 27 січня 1917, Дніпропетровськ — 1988) — поет, член Спілки письменників СРСР з 1962 року.

## Біографія
Іван Пилипович Федоров народився 27 січня 1917 року в місті Дніпропетровську (Україна). Але всі основні події його життя пройшли на Дону. У Ростові Іван разом з батьками і братами жив у великому будинку на лівому березі Дону. У 1938 році закінчив Ростовський учительський інститут. Працював в обласній молодіжній газеті «Більшовицька зміна», а потім був покликаний в армію.
У роки Німецько-радянської війни І. П. Федоров пройшов шлях від солдата до офіцера. Він закінчив Пензенське мінометного училища, бився на Московському, Ленінградському і 1-му Українському фронтах.
Після закінчення війни Іван Федоров повернувся до рідного Ростов, а потім був переїзд в Калінінградську область, де Федоров працював кореспондентом редакції союзної інформації ТАСС по Радянському району. В кінці 1940-х років повернувся в Ростовську область, працював у Матвеєво-Курганському районі в редакції газети «За сталінський урожай».
У 1950-ті роки І. П. Федоров переїхав на хутір Веселий.
У 1965 році закінчив Вищі літературні курси в Москві у Спілці письменників СРСР.

## Творчість
Перші вірші Івана Федорова були опубліковані в «Правді», «Комсомольській правді», дивізійних, армійських і фронтових газетах, в альманасі, у збірниках «Фронтова лірика» (1943), «Донські вірші» (1945), «Ліричні рядки» (1947).
У Ростовському книжковому видавництві виходили збірники віршів І. П. Федорова: «Зоря над Доном» (1958), «Струмок» (1963), «Тятива» (1966), «Донщина світла моя» (1977).
В його збірка «Тятива» (1966) включені вірші різних років. Героєм збірки є «сіяч і зберігач». Своє слово Іван Федоров веде через рідне донське поле, через радості і біди його трудівників. Ліричний герой поета не відірвано від історії і природи, а зливається з ними в одне ціле.
Пробував свої сили поет і в прозі. Ним написані і опубліковані в періодичній пресі оповідання «Грицько», «Образа матері», «Добре ім'я», «Підкова», «Вишенька», «Образа», «Одержимий» та інші.
Поезія і проза Федорова тісно пов'язані з донським краєм.

## Нагороди
- Орден Червоної Зірки
- Інші медалі

## Твори Федорова
Окремі видання:
- Фронтова лірика. — Пенза, 1943.
- Донські вірші. — Ростов/Д., 1945.
- Ліричні рядки. — Пенза, 1947.
- Зоря над Доном. — Ростов/Д., 1958.
- Струмок. — Ростов/Д., 1963.
- Тятива. — Ростов/Д., 1966.
- Вірші. — Ростов/Д., 1968.
- Донщина світла моя. — Ростов/Д., 1977.

## Публікації в періодичних виданнях
- Федоров, I. Росіянці // зрошуване землеробство. — 1955. — 8 березня. — С. 2.
- Федоров, I. Весна // зрошуване землеробство. — 1955. — 10 квіт. — С. 4.
- Федоров, I. Слово молодого виборця // зрошуване землеробство. — 1957. — 3 березня. — С. 4.
- Федоров, I., муз. А. Бочкарьова. За річкою игривою // зрошуване землеробство. — 1958. — 23 березня. — С. 2.
- Федоров, І. З нової книги // зрошуване землеробство. — 1958. — 5 травня. — С. 2.
- Федоров, I. Два вірші // зрошуване землеробство. — 1958. — 4 червня. — С. 2.
- Федоров, I. Зоря над Доном // зрошуване землеробство. — 1958. — 11 липня. — С. 2.
- Федоров, І. По дорогах фронтовим… // Світлий шлях. — 1975. — 2 травня. — С. 3.
- Федоров, I. Мертві не мовчать // Світлий шлях. — 1978. — 4 березня. — С. 3.
- Федоров, I. … Це було у вогні атак // Зорі Маныча. — 1984. — 8 травня. — С. 2.
- Федоров, І. З солдатської сумки польовий // Зорі Маныча. — 1986. — 22 февр. — С. 4.
- Федоров, I. Канали // Зорі Маныча. — 1986. — 7 листоп. — С. 4.
- Савченко, Р. Ювілейний вечір Івана Федорова // Зорі Маныча. — 1987. — 18 квіт. — С. 4.
- Федоров, I. Курган // Зорі Маныча. — 1988. — 9 травня. — С. 4.
- Федоров, I. Пам'яті Думенко та інших // Зорі Маныча. — 1988. — 13 серп. — С. 1.
- Федоров Іван Пилипович: Некролог // Зорі Маныча. — 1988. — 11 жовт. — С. 4
- Федоров, I. Хутір Веселий: Вірші // Веселовський вісник. — 2000. — 11 серп. — С. 5.
- Дегтярьова, О. Мій хутір Веселий — трудяга!: 27 січня виповнилося 85 років з дня народження поета І. Ф. Федорова // Веселовський вісник. — 2002. — 31 січ. — С. 1.
- Пам'яті Івана Пилиповича Федорова: Сторінка підготовлена працівниками Центральної бібліотеки // Веселовський вісник. — 2002. — 7 лют. — С. 6.
- Федоров, I. Материнська сльоза: Вірші // Веселовський вісник. — 2004. — 5 травня. — С. 5.
- Поет в Росії більше, ніж поет…: Веселий відвідала донька поета Л. Федорова // Веселовський вісник. — 2004. — 2 вересня. — С. 2.
- Згадуючи Івана Федорова: Веселовська Mežposelenčeskaâ центральна бібліотека провела «Федоровские чтения», присвячені 95-річчю з дня народження поета, члена Спілки письменників СРСР // Зорі Маныча. — 2012. — 23 лют. — С. 2